# بيل غيليغان
بيل غيليغان (بالإنجليزية: Bill Gilligan)‏ هو لاعب هوكي الجليد سويسري وأمريكي، ولد في 5 أغسطس 1954 في بيفرلي في الولايات المتحدة.

## وصلات خارجية
- بيل غيليغان على موقع EliteProspects.com (الإنجليزية)
- بيل غيليغان على موقع HockeyDB.com (الإنجليزية)